# Saint-Fort
Saint-Fort és un municipi francès situat al departament de Mayenne i a la regió de País del Loira. L'any 2007 tenia 1.579 habitants.

## Demografia

### Població
El 2007 la població de fet de Saint-Fort era de 1.579 persones. Hi havia 652 famílies de les quals 172 eren unipersonals (68 homes vivint sols i 104 dones vivint soles), 236 parelles sense fills, 180 parelles amb fills i 64 famílies monoparentals amb fills.
La població ha evolucionat segons el següent gràfic:
Habitants censats

### Habitatges
El 2007 hi havia 706 habitatges, 659 eren l'habitatge principal de la família, 8 eren segones residències i 39 estaven desocupats. 597 eren cases i 109 eren apartaments. Dels 659 habitatges principals, 466 estaven ocupats pels seus propietaris, 190 estaven llogats i ocupats pels llogaters i 3 estaven cedits a títol gratuït; 36 tenien una cambra, 54 en tenien dues, 37 en tenien tres, 156 en tenien quatre i 376 en tenien cinc o més. 492 habitatges disposaven pel capbaix d'una plaça de pàrquing. A 245 habitatges hi havia un automòbil i a 310 n'hi havia dos o més.

### Piràmide de població
La piràmide de població per edats i sexe el 2009 era:
| Homes | Edats   | Dones |
| ----- | ------- | ----- |
| 0     | 95 o +  | 0     |
| 0     | 90 a 94 | 0     |
| 0     | 85 a 89 | 0     |
| 0     | 80 a 84 | 8     |
| 24    | 75 a 79 | 4     |
| 24    | 70 a 74 | 16    |
| 32    | 65 a 69 | 40    |
| 52    | 60 a 64 | 32    |
| 24    | 55 a 59 | 44    |
| 36    | 50 a 54 | 44    |
| 68    | 45 a 49 | 52    |
| 68    | 40 a 44 | 76    |
| 68    | 35 a 39 | 64    |
| 60    | 30 a 34 | 40    |
| 32    | 25 a 29 | 60    |
| 32    | 20 a 24 | 32    |
| 76    | 15 a 19 | 72    |
| 64    | 10 a 14 | 92    |
| 80    | 5 a 9   | 72    |
| 28    | 0 a 4   | 68    |

## Economia
El 2007 la població en edat de treballar era de 925 persones, 708 eren actives i 217 eren inactives. De les 708 persones actives 679 estaven ocupades (360 homes i 319 dones) i 29 estaven aturades (8 homes i 21 dones). De les 217 persones inactives 92 estaven jubilades, 81 estaven estudiant i 44 estaven classificades com a «altres inactius».

### Ingressos
El 2009 a Saint-Fort hi havia 678 unitats fiscals que integraven 1.692 persones, la mediana anual d'ingressos fiscals per persona era de 18.376,5 €.

### Activitats econòmiques
Dels 70 establiments que hi havia el 2007, 3 eren d'empreses extractives, 2 d'empreses alimentàries, 2 d'empreses de fabricació d'altres productes industrials, 19 d'empreses de construcció, 21 d'empreses de comerç i reparació d'automòbils, 3 d'empreses de transport, 3 d'empreses d'hostatgeria i restauració, 1 d'una empresa d'informació i comunicació, 1 d'una empresa financera, 5 d'empreses immobiliàries, 6 d'empreses de serveis, 1 d'una entitat de l'administració pública i 3 d'empreses classificades com a «altres activitats de serveis».
Dels 23 establiments de servei als particulars que hi havia el 2009, 4 eren tallers de reparació d'automòbils i de material agrícola, 1 taller d'inspecció tècnica de vehicles, 1 paleta, 6 guixaires pintors, 1 fusteria, 3 lampisteries, 4 electricistes, 1 perruqueria i 2 restaurants.
Dels 6 establiments comercials que hi havia el 2009, 1 era un supermercat, 1 una gran superfície de material de bricolatge, 1 una botiga de roba, 1 una sabateria i 2 botigues de mobles.
L'any 2000 a Saint-Fort hi havia 26 explotacions agrícoles que ocupaven un total de 1.095 hectàrees.

## Equipaments sanitaris i escolars
El 2009 hi havia una escola maternal.

## Poblacions properes
El següent diagrama mostra les poblacions més properes.